# Federazione pallavolistica del Sudan
La Federazione sudanese di pallavolo (eng. Sudan Volleyball Association, SVA) è un'organizzazione fondata per governare la pratica della pallavolo in Sudan.
Organizza il campionato maschile e femminile, e pone sotto la propria egida la nazionale maschile e femminile.
Ha aderito alla FIVB nel 1972.